# U-337
Unterseeboot 337 foi um submarino alemão do Tipo VIIC, pertencente a Kriegsmarine que atuou durante a Segunda Guerra Mundial.

## Comandantes
| Comandante          | Data                                     |
| ------------------- | ---------------------------------------- |
| Oblt. Kurt Ruwiedel | 6 de maio de 1942 - 3 de janeiro de 1943 |

## Subordinação
Durante o seu tempo de serviço, esteve subordinado às seguintes flotilhas:
| Período                                     | Flotilha                                  |
| ------------------------------------------- | ----------------------------------------- |
| 6 de maio de 1942 - 31 de dezembro de 1942  | 5. Unterseebootsflottille (treinamento)   |
| 1 de janeiro de 1943 - 3 de janeiro de 1943 | 6. Unterseebootsflottille (serviço ativo) |